# Bert Schoofs
Bert A.F.H. Schoofs, né le 10 juin 1967 à Coursel est un homme politique belge flamand, membre du Vlaams Belang.
Il est licencié en droit et fut avocat.

## Fonctions politiques
- Conseiller communal de Beringen.
- Député fédéral depuis le 13 juin 1999 au 25 mai 2014